# Marshall Burke
Marshall Burke (Glasgow, 26 marzo 1959) è un ex calciatore scozzese, di ruolo centrocampista.

## Carriera
Tra il 1977 ed il 1980 totalizza 24 presenze e 5 reti nella seconda divisione inglese con la maglia del Burnley; nell'estate del 1980, all'età di 21 anni, viene acquistato dal Leeds Utd, club di prima divisione; nella seconda parte della stagione, dopo non aver nemmeno esordito in partite ufficiali, viene però ceduto al Blackburn, nuovamente in seconda divisione: qui, in una stagione e mezzo di permanenza totalizza 39 presenze e 7 reti in campionato. Passa quindi al Lincoln City, club di Third Division, con cui gioca per 2 stagioni totalizzando 50 presenze e 7 reti; nella parte finale della stagione 1983-1984 gioca inoltre anche 3 partite in seconda divisione in prestito al Cardiff City. L'anno seguente gioca invece 3 partite in Fourth Division nel Tranmere per poi trasferirsi a campionato iniziato ai semiprofessionisti dello Scarborough, in Alliance Premier League (quinta divisione, e livello più alto al di fuori della Football League) di cui nella stagione 1984-1985 è il miglior marcatore stagionale con 14 reti; l'anno seguente segna invece 2 gol. Nella stagione 1987-1988 vince l'FA Vase con i Colne Dynamoes.

## Palmarès

### Club

#### Competizioni nazionali
- FA Vase: 1

Colne Dynamoes: 1987-1988

#### Competizioni regionali
- North West Counties League Division One: 1

Colne Dynamoes: 1987-1988